# Keith R. Porter
Keith Roberts Porter (* 11. Juni 1912 in Yarmouth, Nova Scotia; † 2. Mai 1997) war ein kanadischer Zellbiologe.

## Leben
Porter war ein Pionier der Forschung mit dem Elektronenmikroskop im Bereich der Zellbiologie. So untersuchte er beispielsweise die 9 + 2 Mikrotubulus-Strukturen im Axonem von Zilien. Porter trug außerdem zu der Entwicklung anderer experimenteller Methoden bei, so zur Zellkultur und zum Zellkerntransfer. Auf ihn geht die Benennung des Endoplasmatischen Retikulums zurück.
Keith Porter wurde in Yarmouth, Nova Scotia geboren und wurde 1947 Bürger der Vereinigten Staaten. Er studierte zunächst an der Acadia University in Wolfville, Nova Scotia und graduierte dann an der Harvard University. In den späten 1930er Jahren forschte er am Rockefeller Institute for Medical Research. Porter war 1960/1961 Mitgründer der American Society for Cell Biology, deren Präsident er 1978 war, und des „Journal of Cell Biology“. Das 1981 gegründete „Keith R. Porter Endowment for Cell Biology“ fördert eine „Keith R. Porter Lecture“ auf der jährlichen Konferenz der „American Society for Cell Biology“.
Porter ging 1961 an die Harvard University und dann 1968 an die University of Colorado in Boulder. Er wurde 1983 emeritiert und arbeitete noch im Ruhestand an der University of Maryland, Baltimore County (UMBC) und der University of Pennsylvania. Die „Core Imaging Facility“ der UMBC ist Porter gewidmet.
1970 erhielt Porter zusammen mit Albert Claude und George E. Palade den Louisa-Gross-Horwitz-Preis der Columbia University. Porters Kollegen Albert Claude, Christian de Duve und George E. Palade erhielten 1974 den Nobelpreis „für die Beschreibung der Struktur und Funktion von Organellen in biologischen Zellen“, also für Arbeiten, für die auch Porter bekannt war.

## Preise und Auszeichnungen
- 1957: Mitglied der American Academy of Arts and Sciences
- 1964: Gairdner Foundation International Award
- 1964: Passano Award
- 1964: Mitglied der National Academy of Sciences
- 1970: Louisa-Gross-Horwitz-Preis
- 1971: Dickson Prize in Science
- 1971: Paul-Ehrlich-und-Ludwig-Darmstaedter-Preis
- 1976: National Medal of Science
- 1977: Mitglied der American Philosophical Society
- 1981: E. B. Wilson Medal
- 1983: Rosenstiel Award